# Apocephalus guapilensis
Apocephalus guapilensis är en tvåvingeart som beskrevs av Brown 1997. Apocephalus guapilensis ingår i släktet Apocephalus och familjen puckelflugor. Inga underarter finns listade i Catalogue of Life.